# Born to Dance
Born to Dance és una pel·lícula musical estatunidenca de Roy Del Ruth, estrenada el 1936. Fou nominada a l'Oscar a la millor direcció de dansa 1937 per Dave Gould per "Swingin' the Jinx"; i a l'Oscar a la millor cançó original per Cole Porter per la cançó "I've Got You Under My Skin".

## Argument
El mariner Ted es troba al Club Lonely Hearts de Jenny, la dona del seu amic Gunny, i s'enamora d'una noia, Nora Paige...

## Repartiment
- Eleanor Powell: Nora Paige
- James Stewart: Ted Barker
- Virginia Bruce: Lucy James
- Una Merkel: Jenny Saks
- Sid Silvers: 'Gunny' Sacks
- Frances Langford: 'Peppy' Turner
- Raymond Walburn: Capità Percival Dingby
- Alan Dinehart: James 'Mac' McKay
- Buddy Ebsen: 'Mush' Tracy
- Juanita Quigley: Sally Saks
- Reginald Gardiner: Policia